# Якунин, Иван Егорович
Иван Егорович Якунин (1929 год, село Аряво — дата и место смерти не известны) — тракторист-комбайнёр совхоза имени Панфилова Октябрьского района Кустанайской области, Казахская ССР. Герой Социалистического Труда (1966). Заслуженный механизатор Казахской ССР.

## Биография
Родился в 1929 году в крестьянской семье в селе Аряво (сегодня — Городищенский район Пензенской области). В 1956 году по комсомольской путёвке прибыл в Казахстан с группой комбайнёров на освоение целины. Трудился в восьмой бригаде шофёром и трактористом-комбайнёром в совхозе имени Панфилова Октябрьского района.
В 1959 году на сцепке из двух комбайнов РСМ-8 обмолотил зерновые на 1600 гектарах. В 1960 году принял социалистическое обязательство обмолотить 1800 гектаров. Выполняя свои обязательства, ежедневно убирал до 135—200 гектаров, что составляло три дневных нормы. За годы семилетки (1959—1965) собрал и обмолотил 48188 центнеров зерновых.
Указом Президиума Верховного Совета СССР от 23 июня 1966 года за успехи, достигнутые в увеличении производства и заготовок пшеницы, ржи, гречихи, других зерновых и кормовых культур и высокопроизводительном использовании техники удостоен звания Героя Социалистического Труда с вручением ордена Ленина и золотой медали «Серп и Молот».